# All Fall Down (film)
All Fall Down is een Amerikaanse dramafilm uit 1962 onder regie van John Frankenheimer.

## Verhaal
De 15-jarige Clinton Willart reist naar Florida om zijn broer Berry-Berry 200 dollar te brengen, zodat hij vrij kan komen uit de gevangenis. Clinton bedenkt dat hij thuis beter niets kan vertellen over zijn broer, omdat zijn ouders toch al de hele tijd ruzie maken. Dan blijkt bovendien dat de nieuwe geliefde van zijn broer een oudere vrouw is.

## Rolverdeling
| Acteur           | Personage           |
| ---------------- | ------------------- |
| Eva Marie Saint  | Echo O'Brien        |
| Warren Beatty    | Berry-Berry Willart |
| Karl Malden      | Ralph Willart       |
| Angela Lansbury  | Annabell Willart    |
| Brandon De Wilde | Clinton Willart     |
| Constance Ford   | Mevrouw Mandel      |
| Barbara Baxley   | Lerares             |
| Evans            | Hedy                |
| Madame Spivy     | Uitsmijter          |
| Albert Paulsen   | Kapitein Ramirez    |